# Eólios
Os eólios ou eólicos (em grego: Αἰολεῖς) foram uma das quatro tribos originais da Grécia Antiga, juntamente com os aqueus, jônios e dórios. Originalmente ocupavam-se da agricultura, e envolveram-se na colonização do litoral do mar Egeu. Seu nome teria se originado pela sua suposta descendência de Éolo, deus grego dos ventos (cujo pai, Heleno, era o patriarca mitológico de todos os helenos, isto é, os gregos). Para alguns autores, como Pseudo-Apolodoro, seu nome teria se originado de Éolo, filho de Heleno, filho de Deucalião.
Os eólios abandonaram suas terras natais depois que a invasão dórica expulsou os aqueus e forçou-os a abandonar a maior parte dos territórios micênicos; apossaram-se de muitos destes territórios abandonados, e também construíram cidades em diversas ilhas próximas à Ásia Menor, difundindo pelo mundo grego o dialeto eólico do grego antigo.

## História
Durante o período clássico da história grega os eólios eram encontrados em Lesbos, Tênedos e na Ásia Menor. No entanto, esta colonização se deu apenas com o fim do período micênico e, no caso da Ásia Menor, até mesmo depois disso. As fontes a respeito da colonização da Ásia Menor pelos eólios mencionam sua origem de diversos centros metropolitanos, como diversas regiões da Tessália, da Grécia central e do Peloponeso; além disso, diversos fenômenos dialetais nestas áreas indicavam o substrato eólico.
O possível lar original dos eólios seria a Macedônia Ocidental, em especial as áreas montanhosas a norte do rio Haliácmon. De lá eles teriam se deslocado rumo ao sul, para a Tessália, que foi totalmente ocupada. Por volta do segundo milênio a.C. seguiram-se ondas de migrações rumo às ilhas do noroeste do Egeu e para a Grécia meridional. Apesar disto, um número significante de populações eólicas permaneceram em suas antigas terras, e acabaram por compor a base dialetal das variantes tessália e beócia do grego antigo.
Já nos novos territórios onde se instalaram desenvolveram a um alto grau sua cultura, ganhando reputação entre o restante dos gregos. A terra eólia permaneceu pouco alterada por milhares de anos.
Segundo o historiador judeu Flávio Josefo os Eólios seriam descendentes de Javã neto de Noé por meio do seu filho Elisá.

## Língua
Os eólios falavam o dialeto eólico, pertencente à variante noroeste do grupo central de dialetos do grego antigo, que também inclui o dialeto arcado-cipriota; ambos preservaram diversas características únicas, pertencentes à variante do idioma que lhes originou. O proto-eólico deu origem ao eólico, que se espalhou inicialmente pela Tessália e, posteriormente, passou para as ilhas do norte do Egeu e da costa da Ásia Menor. Com a influência do arcádico o eólico se transformou no dialeto aqueu do período micênico.
O dialeto falado pelos tessálios, ramo ocidental originário da Tesprócia, era uma mistura de elementos dos dialetos ocidentais e eólicos, ao passo que depois da conquista da Tessália estas influências aumentaram ainda mais. Os dialetos falados pelos beócios e atamanes, também pertencentes ao ramo ocidental, formam uma categoria dialetal intermediária entre o ramo eólico e o ocidental, e por isso estas tribos também não são consideradas como pertencentes aos eólios.

## Tribos
As tribos proto-eólicas aparecem por volta de 2000-1900 a.C., e completaram seu processo de desmembramento da tribo principal dos gregos nas regiões do Epiro, da Macedônia Ocidental e na Tessália. Estas mesmas tribos ocuparam a Tessália e lá deram forma ao dialeto eólico; posteriormente foram empurrados para o sul da península, para onde levaram seu dialeto e seus cultos.
A mais importante das tribos deste grupo foi aquela que ficou para a histórica com o nome de aqueus, que também se espalharam por muitas das regiões da Grécia - o que sugere a hipótese de que constituiriam uma minoria significativa em boa parte delas. Simultaneamente, outras tribos colonizaram as diversas ilhas do Egeu, a costa oposta da Ásia Menor e Chipre. Uma outra tribo eólica, cuja trajeto histórico está ligado ao noroeste do Peloponeso, eram os epeus, que acabaram sendo dominado pelos elidenses.
Ao norte, os eólios da Tessália eram formados por um grande número de tribos. Estas tribos eram conhecidas pelos nomes de lápitas, flégias, mínias, perrebos, enianes, mirmidões, ftiotas, dólopes, helenos, eólios (tribos que acabaram por dar seus nomes aos gregos e aos eólios, respectivamente), maleenses, eteus e centauros (esta última provavelmente em homenagem ao povo mitológico e poético do passado, aniquilados pelos lápitas). Algumas das tribos eólias da Tessália deslocaram-se para o sul ou migraram para a costa da Ásia Menor, devido às invasões dos beócios e dos tessálios àquele território.